# L'Adelaide
L'Adelaide, RV 695, és un dramma per musica en tres actes amb música d'Antonio Vivaldi i llibret d'Antonio Salvi. Es va estrenar pel carnaval el 29 de desembre de 1735 al Teatro Filarmonico de Verona.
L'òpera va comptar amb la participació de la contralt Anna Girò, i cèlebres cantants com la soprano Margherita Giacomazzi (destinatària de la famosa ària Agitata da due venti) i els castrati Giovanni Manzuoli (o Manzoli) i Pietro Morigi (o Moriggi).

## Personatges
| Personatge | Tesitura              | Repartiment de l'estrena, 1735 |
| ---------- | --------------------- | ------------------------------ |
| Adelaide   | mezzosoprano          | Anna Girò (?)                  |
| Ottone     | contralto (travestit) | Maria Maddalena Pieri          |
| Berengario | baix                  | Francesco Venturini            |
| Matilde    | soprano               | Margherita Giacomazzi          |
| Idelberto  | soprano castrato      | Pietro Moriggi                 |
| Clodomiro  | soprano castrato      | Giovanni Manzuoli              |
| Everardo   | tenor                 | Marc'Antonio Mareschi          |